# Apostolski Kociołek

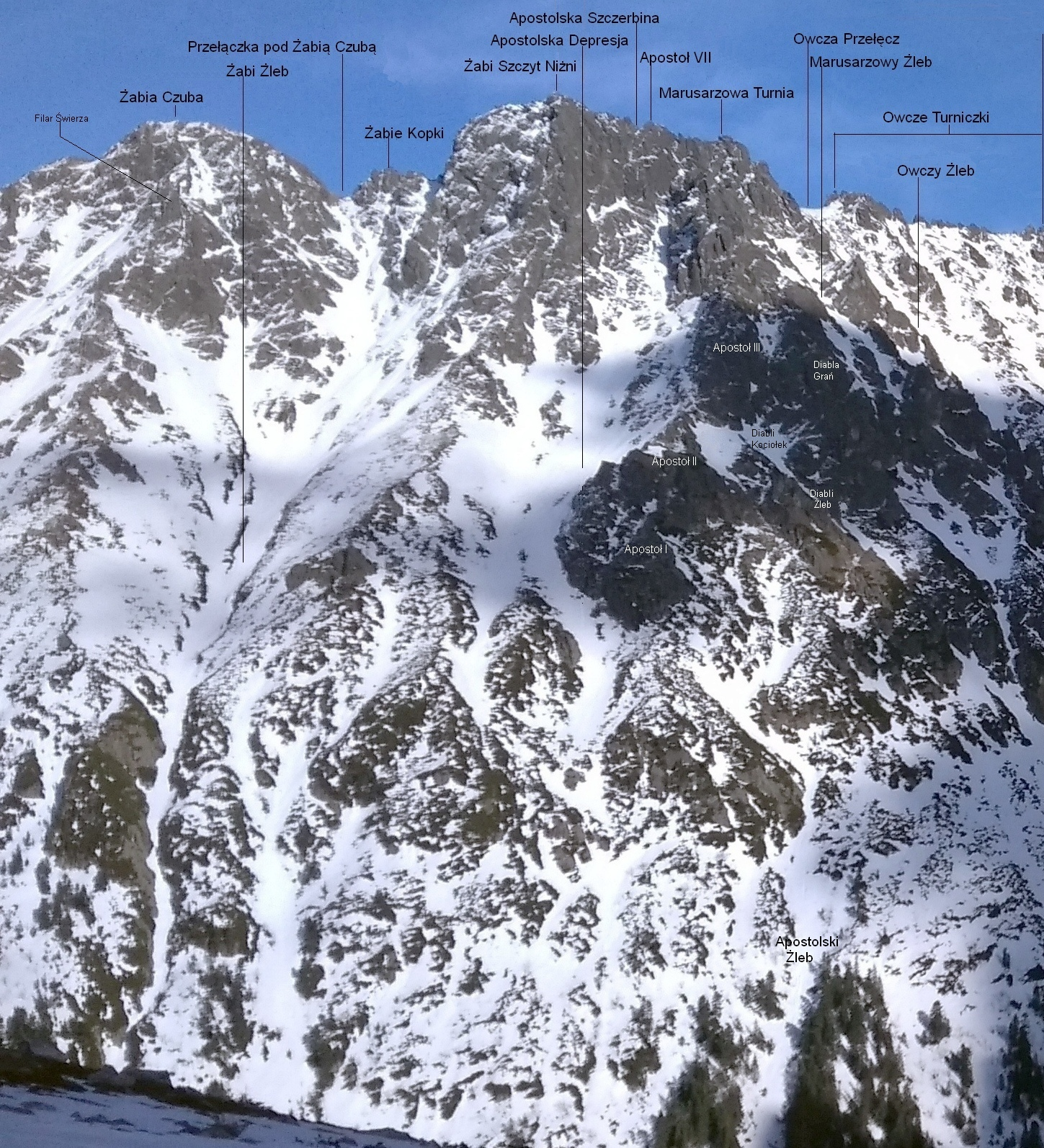
Zaśnieżony Apostolski Kociołek po lewej stronie Diablego Kociołka

Apostolski Kociołek (niem. Apostelkesselchen, słow. Apoštolský kotlíček, węg. Apostoli-katlanocska) – niewielki trawiasty kocioł w Grani Apostołów w polskich Tatrach Wysokich na zachodnich stokach Żabiej Grani. Znajduje się między Apostołem II i Apostołem III. Na południowy zachód do orograficznie prawej odnogi Żlebu spod Diabłów opada z niego bardzo wąski i bardzo stromy komin. Powyżej kociołka znajduje się skalisty próg o wysokości 80 m, a powyżej progu Diabla Depresja. W kierunku północnym nad Apostolskim Kociołkiem znajduje się Wyżni Apostolski Przechód (ok. 1870 m).
Przez Apostolski Kociołek prowadzą taternickie drogi wspinaczkowe. Od 1979 roku jednak Grań Apostołów znajduje się w zamkniętym dla turystów i taterników obszarze ochrony ścisłej Tatrzańskiego Parku Narodowego i TANAP-u. Na zachodnich (polskich) zboczach Żabiej Grani taternictwo można uprawiać na południe od Białczańskiej Przełęczy.
Autorem nazwy kociołka jest Władysław Cywiński.